# Gweta
Gweta è un villaggio del Botswana situato nel distretto Centrale, sottodistretto di Tutume. Il villaggio, secondo il censimento del 2011, conta 5.304 abitanti.

## Località
Nel territorio del villaggio sono presenti le seguenti 106 località:
- Abadom di 8 abitanti,
- Bodumatau di 14 abitanti,
- Bojatau di 22 abitanti,
- Boswelanoga,
- Botshabelo di 6 abitanti,
- Camp Kalahari di 34 abitanti,
- Camp Odiakwe,
- Chale di 22 abitanti,
- Charaxwe,
- Chevubu di 6 abitanti,
- Depa di 2 abitanti,
- Ditshoswane di 6 abitanti,
- Dumkao di 9 abitanti,
- Dwao di 26 abitanti,
- Forty-Three di 8 abitanti,
- Gaitshaa di 13 abitanti,
- Gaua di 16 abitanti,
- Gogoga di 31 abitanti,
- Gongwa di 28 abitanti,
- Gonxatshani di 5 abitanti,
- Gozoba di 30 abitanti,
- Gubukabane di 1 abitante,
- Gusha di 5 abitanti,
- Gweta Lands di 2 abitanti,
- Jack's Camp di 6 abitanti,
- Jacks Camp 2 / San Camp di 34 abitanti,
- Junah 1 di 19 abitanti,
- Junar di 9 abitanti,
- Kaidobe di 40 abitanti,
- Kamangao di 8 abitanti,
- Kaugara di 23 abitanti,
- Kauxae di 36 abitanti,
- Kauxubaga di 18 abitanti,
- Khweeauu,
- Koroga di 9 abitanti,
- Kwanambe di 10 abitanti,
- Legonono,
- Mabotele di 9 abitanti,
- Magabanelo Farm di 2 abitanti,
- Magotho di 30 abitanti,
- Makate,
- Manche di 27 abitanti,
- Maotomabe di 60 abitanti,
- Maphanephane di 12 abitanti,
- Marulamantsi,
- Mmashwa di 6 abitanti,
- Mokolwane di 44 abitanti,
- Moreomabele di 9 abitanti,
- Nekate di 6 abitanti,
- Ngabanxaga di 2 abitanti,
- Ngabaxuabo di 17 abitanti,
- Ngaidzo di 9 abitanti,
- Nxaragoni di 3 abitanti,
- Nxwanco di 32 abitanti,
- Pegapitsa di 4 abitanti,
- Planet Baobab di 30 abitanti,
- Polonka di 36 abitanti,
- Sebata,
- Senagoree di 49 abitanti,
- Sexara di 12 abitanti,
- Sokaphala di 39 abitanti,
- Tamotamoga,
- Taudiabopa,
- Tetaba di 2 abitanti,
- Thabatshukudu di 79 abitanti,
- Thulula Mmidi,
- Tomba di 37 abitanti,
- Tsatsing di 5 abitanti,
- Tsaukamo di 3 abitanti,
- Tsenakamo di 11 abitanti,
- Tsharaga,
- Tsuetsuega di 1 abitante,
- Tsukae di 20 abitanti,
- Tswae/Zamao di 24 abitanti,
- Waxana,
- Xaa di 8 abitanti,
- Xadi di 15 abitanti,
- Xamojire di 6 abitanti,
- Xeao di 7 abitanti,
- Xhamakhwane di 41 abitanti,
- Xhamxana di 21 abitanti,
- Xhaogaxara di 5 abitanti,
- Xhautse di 3 abitanti,
- Xhauxaba di 9 abitanti,
- Xhauxhara di 29 abitanti,
- Xhauxumga di 14 abitanti,
- Xhoni,
- Xhonxa di 23 abitanti,
- Xhoo di 5 abitanti,
- Xhoo di 13 abitanti,
- Xhooga di 34 abitanti,
- Xhugana di 107 abitanti,
- Xhuxhwekamo di 6 abitanti,
- Xinexwa di 17 abitanti,
- Xingara di 13 abitanti,
- Xixana di 19 abitanti,
- Xoxai di 23 abitanti,
- Xoxana di 47 abitanti,
- Xumtha di 17 abitanti,
- Xutumukwe di 1 abitante,
- Xwamojiwa,
- Yaoyaoga di 12 abitanti,
- Zadimxara di 10 abitanti,
- Zazana di 11 abitanti,
- Zigobe di 66 abitanti,
- Zomao di 4 abitanti